# 対馬海峡
対馬海峡（つしまかいきょう）は、九州と朝鮮半島の間にあり、東シナ海と日本海を連絡する海峡。広義には玄界灘・壱岐水道などを含めた本州西岸・九州北岸と朝鮮半島との海域全体を指す。

## 概要
全体の幅は約200km、平均水深は約90～100m。海峡上には比較的大きな島として対馬と壱岐の2島がある。
対馬を境界にして大きく二つの水道に分けられる。日本では対馬と朝鮮半島の間を「朝鮮海峡」、海峡全体および対馬と壱岐の間を「対馬海峡」と呼ぶことが多いが、海上保安庁海洋情報部発行の海図では対馬と朝鮮半島との間の海峡を「対馬海峡西水道」、対馬と壱岐の間を「対馬海峡東水道」としている。
梅雨の末期になると前線が停滞しやすくなり、九州北部を中心に豪雨が発生する。
過去には捕鯨が行われており、現代でも壱岐水道ともどもクジラやイルカやウミガメなどの海洋生物の回遊経路になっているため、近年ではこれらの生物と高速船が衝突する懸念が生じている。

## 歴史
660年、唐と新羅が連合して百済に侵攻した。百済の救援要請を受け倭国は朝鮮半島に援軍を送るが、663年「白村江の戦い」で敗北した。唐・新羅連合軍に日本本土を侵略されないよう、対馬に防人や烽（とぶひ）を設置して侵略に備えた。
1905年の日露戦争では、同海峡で日本海海戦が行われ、大日本帝国海軍の連合艦隊がロシア海軍のバルチック艦隊に勝利し、日露戦争の勝敗を決定付けた。世界的には対馬沖海戦 (Battle of Tsushima) と呼ばれる。
太平洋戦争終結後に、アメリカ合衆国とソビエト連邦が対立する冷戦に突入すると、同海峡はにわかに軍事上の要衝としての重要性が増大し、ソ連（現ロシア）太平洋艦隊の艦艇がよく姿を見せていた。

## 政治地理
世界的に有名なチョークポイントである。
東西両水道ともに領海法に基づく領海の幅が通常の12海里（約22.2km）から3海里（5.556km）に狭められた特定海域で、当該部分を公海として開放している。これにより外国の軍艦を含め自由に通過することができる。

## 名称
対馬海峡・朝鮮海峡と東水道・西水道は、周辺各国（日本、韓国、北朝鮮など）における名称と国際的に通用している名称の間に錯綜がみられる。これをまとめると概ね以下のようになる。
|                     | 全体               | 朝鮮半島                     | 北西                         | 対馬                         | 対馬                         | 南東                         | 壱岐/九州                    |
| 日本                | 対馬海峡           | 対馬海峡西水道               | 対馬海峡西水道               | 対馬海峡西水道               | 対馬海峡東水道               | 対馬海峡東水道               | 対馬海峡東水道               |
| 日本慣用名          | 対馬海峡           | 朝鮮海峡                     | 朝鮮海峡                     | 朝鮮海峡                     | 対馬海峡                     | 対馬海峡                     | 対馬海峡                     |
| 国際通用名 （英語） | Korea Strait       | Korea Strait Western Channel | Korea Strait Western Channel | Korea Strait Western Channel | Korea Strait Eastern Channel | Korea Strait Eastern Channel | Korea Strait Eastern Channel |
| 韓国                | 大韓海峡           | 釜山海峡                     | 釜山海峡                     | 釜山海峡                     | 対馬海峡                     | 対馬海峡                     | 対馬海峡                     |
| 北朝鮮              | 朝鮮海峡           | 釜山海峡                     | 釜山海峡                     | 釜山海峡                     | 対馬海峡                     | 対馬海峡                     | 対馬海峡                     |
| 中国                | 朝鮮海峡、対馬海峡 | 朝鮮海峡、釜山海峡           | 朝鮮海峡、釜山海峡           | 朝鮮海峡、釜山海峡           | 対馬海峡                     | 対馬海峡                     | 対馬海峡                     |

英語名としては、Korea Strait（この日本語訳には「朝鮮海峡」が充てられる）が一般に用いられるが、日本関連、特に、日本海海戦（Battle of Tsushima）、海軍関係、あるいは学術論文等では、Tsushima Strait、あるいは、併記したTsushima Strait/Koreaが多少みられる。日本の古地図では、対馬海峡としているものが多く、高麗海峡となっているものもある。韓国では東水道としての対馬海峡の表記が問題視されることもある。
一方、韓国・朝鮮では朝鮮半島南部の海域を南海と呼び、東シナ海側に含めているが、国際的には東シナ海と日本海の北方境界は長崎半島南端の野母崎、五島列島福江島の大瀬崎と済州島南端を結ぶ海峡西側の線であり、対馬海峡水域は日本海に含められている。Yahoo! Mapsは国際標準に従い、この海峡海域にJapan Seaと表示していたがVANKなどからの抗議を受け、対馬海峡海域の表記をKorea Strait (South Sea) に、あわせて朝鮮半島近辺の日本海と黄海の表記をそれぞれSea of Japan (East Sea)、Yellow Sea (West Sea) の併記に変更した。